# Капнист, Пётр Иванович
Граф Пётр Ива́нович Капни́ст (14 [26] апреля 1830 — 26 марта 1898) — русский писатель, драматург и поэт; внук Василия Васильевича Капниста.

## Биография
Родился 14 (26) апреля 1830 года в имении Обуховка, принадлежавшем роду Капнистов, находившемся в Полтавской губернии — в семье Ивана Васильевича Капниста и Пелагеи Григорьевны Горленко. Детство провёл в Полтаве, где начал учиться в гимназии. Окончил гимназию в Москве.
Закончив в 1852 году юридический факультет Московского университета со степенью кандидата права, служил в канцелярии бессарабского генерал-губернатора П. И. Фёдорова. В 1856—1859 годы — цензор Московского цензурного комитета. С 1863 года — редактор «Обозрения современной литературы».
По делам службы был знаком с И. А. Гончаровым, Н. А. Некрасовым, Я. П. Полонским, Н. П. Жандром и др.
В 1865—1868 годы — правитель дел Главного управления по делам печати. Директор Санкт-Петербургского Попечительного комитета о тюрьмах. С 1868 года — сверхштатный чиновник особых поручений V класса при министерстве внутренних дел.
С 1868 года по 1874 год был главным редактором «Правительственного Вестника»; с 1871 года — в звании камергера; 1 января 1872 года был произведён в действительные статские советники. С 1875 года в отставке.
Начиная с 1870-х годов жил преимущественно за границей (Германия, Швейцария, Италия, Франция), изредка наезжая в Россию. Скончался скоропостижно в Риме от остановки сердца 26 марта 1898 года. По решению жены и дочерей был похоронен в земле предков — на острове Закинф.

## Семья
Жена (с 11 ноября 1862) — Екатерина Евгеньевна Мандерштерн (24.11.1839—после 1898), дочь генерал-лейтенанта Е. Е. Мандерштерна. По словам дочери, она живо интересовалась литературной и служебной деятельностью своего мужа, постоянно присутствовала при разговорах собравшихся у него поэтов, или лиц из служебного мира. Состояла в переписке с Гончаровым. В браке родились:
- Ин(н)а (1864—1948, Токио), издательница сочинений отца[6], преподаватель французского языка в университете «Васеда», в замужестве Метакса[7];
- Евгения (род. 1867), в замужестве Драгацис-Палеолог.

## Литературное творчество
При жизни Капнист печатал очень мало; его «Сочинения» (в 2-х томах) изданные дочерью в Москве в 1901 году, включали ряд лирических стихотворений, историческую трагедию в стихах «Сен-Марс», незаконченную историческую трагедию в стихах «Стенька Разин», поэму «Преступник» и крайне недоброжелательные характеристики литературного движения 1860-х годов. Отпечатанные в форме конфиденциального доклада императору Александру II, они в то время служили руководством для цензоров.
В издании 1901 года также было впервые опубликовано стихотворение «Как ни тяжёл последний час…», которое Тютчев набросал во время заседания Главного управления по делам печати на случайном клочке бумаги и которое Капнист сохранил для потомства.
П. И. Капнист указан автором текста ряда романсов: А. Щербачёв — «У моря, у бурного моря…» (М.: Юргенсон, 1902), Ф. Гартман — «Жаворонок» и «Спокойно облако плывет…» (СПб.: Циммерман, 1910).

## Награды
- орден Святого Станислава 2-й степени (1862)
- орден Святой Анны 2-й степени (1864)
- орден Святого Владимира 3-й степени (1870)
- орден Святого Станислава 1-й степени[9];
- Им. бронзовая медаль в память войны 1853-56 годов.